# لگو جنگ ستارگان: بازی ویدئویی
لگو جنگ ستارگان: بازی ویدئویی (انگلیسی: Lego Star Wars: The Video Game) یک بازی ویدئویی در سبک بازی اکشن-ماجراجویی است که توسط آیدوس و در سال ۲۰۰۵ و در پلت‌فرم‌های گیم بوی ادونس، ایکس‌باکس، پلی‌استیشن ۲، مایکروسافت ویندوز، گیم‌کیوب، و مک‌اواس منتشر شده‌است.